# Klaus Meyer (Mineraloge)
Klaus Meyer (* 30. Januar 1936; † 29. Dezember 2019 in Berlin) war ein deutscher Mineraloge und Hochschullehrer.

## Leben
Meyer machte 1953 sein Abitur.
Von 1953 bis 1958 studierte er an der Humboldt-Universität zu Berlin Mineralogie und Kristallographie.
Zu seinen Lehrern gehörten Will Kleber und Peter Adolf Thiessen.
1960 promovierte er mit einer Arbeit zum Thema Die Untersuchung der submikroskopischen Verformungen bei der mechanischen Bearbeitung von Festkörperoberflächen ebenda.
Er habilitierte sich 1964 mit einer Arbeit zum Thema Untersuchungen über energetisch angeregte Zustände bei mechanischer Bearbeitung von Kristalloberflächen ebenfalls an der Humboldt-Universität.
1966 wurde Meyer dort Dozent. Aus seinen Vorlesungen entstand 1968 das Lehrbuch Physikalisch-chemische Kristallographie, das 1977 wegen der damals stürmischen wissenschaftlichen Entwicklungen in einer stark überarbeiteten und deutlich erweiterten 2. Auflage erneut erschien. Es wurde nicht nur in der DDR, sondern auch an bundesdeutschen Universitäten gerne verwendet.
1969 wurde er als Nachfolger von Heinz Dunken zum Professor auf den Lehrstuhl für Physikalische Chemie der Friedrich-Schiller-Universität Jena berufen.
Er war damals mit 33 Jahren einer der jüngsten Professoren der DDR.
Bis 1974 war er hier Leiter des Wissenschaftsbereiches Physikalische und Oberflächenchemie.
1974 kehrte er nach Berlin zurück und wurde Leiter der selbständigen Abteilung „Reibung, Schmierung und Verschleiß“ am Zentralinstitut für Physikalische Chemie (ZIPC) der Akademie der Wissenschaften der DDR.
1977 wurde Meyers Abteilung zwangsweise aus dem ZIPC ausgegliedert.
Am neu gegründeten Akademieinstitut für Chemische Technologie (ICT) wurde Meyer zum stellvertretenden Direktor ernannt.
Außerdem leitete er die Abteilung Grenzflächenchemie.
Jetzt verschlechterten sich Meyers Arbeitsbedingungen zusehends.
In den 1980er Jahren traten willkürlicher Maßnahmen der Forschungsbereichsleitung in Kraft.
Mitarbeiter mit wissenschaftlichen und privaten „Westkontakten“ erfuhren zunehmenden politischen Druck.
Dies führte zur Abberufung Meyers als Abteilungsleiter.
Daraufhin kehrte Meyer ans ZIPC zurück, wo er die analytische Charakterisierung oberflächenreicher und poröser Festkörper in engem Zusammenhang mit katalytischen und Stofftrennproblemen am Analytischen Zentrum (AZ) aufbaute.
Als die Akademie der Wissenschaften 1992 aufgelöst wurde, wurde Meyer Mitarbeiter der Bundesanstalt für Materialforschung und -prüfung (BAM).
Hier war er zunächst Laborleiter, dann Leiter der Fachgruppe Festkörperanalytik und schließlich Leiter der Fachgruppe I.1 „Anorganisch-chemische Analytik; Referenzmaterialien“.
Meyer veröffentlichte 11 Bücher, mehr als 180 Artikel, war Mitinhaber an 14 Patenten, organisierte zahlreiche Symposien und war Chairman wissenschaftlicher Konferenzen.
2001 ging er in den Ruhestand.

## Forschungsinteressen
Meyer forschte auf den Gebieten der Oberflächenchemie, Tribochemie und Tribophysik, besonders hinsichtlich der physikalisch-chemischen Charakterisierung von Reibung, Schmierung und Verschleiß.
Er trug zu Entwicklungen bei auf den Gebieten der Porosimetrie, der chemischen Metrologie und des komplexen Einsatzes analytischer Methoden.

## Mitgliedschaften, Ämter
Meyer vertrat die DDR international  in der International Union of Pure and Applied Chemistry (IUPAC) – Kommission für  Kolloid- und Oberflächenchemie.
Er war Obmann des DIN-Ausschusses „Porositäts- und Oberflächenmessverfahren“, arbeitete im internationalen Normungsgremium ISO/TC24/SC4 „Particle characterization“ mit und war Mitglied im TC02 der „International Commission on Glass“ (ICG).

## Auszeichnungen
Meyer erhielt 1969 den Friedrich-Wöhler-Preis der Chemischen Gesellschaft der DDR in der Kategorie Physikalische Chemie und 1984 die Franz-Achard-Medaille der Akademie der Wissenschaften der DDR.

## Schriften (Auswahl)
- Physikalisch-chemische Kristallographie, Leipzig: Deutscher Verlag für Grundstoffindustrie, VEB, 1977
  - Fiziko-chimičeskaja kristallografija, Moskau: Metallurgija, 1972
- Festkörperchemie, Leipzig, 1973
- Atomspektren, Berlin 1972,
- Einführung in die Kristallphysik zusammen mit Will Kleber, Werner Schoenborn, Berlin: Akademie-Verl., 1968
- Physikalisch-chemische Kristallographie, Leipzig: Deutscher Verl. f. Grundstoffindustrie VEB, 1968
- Grundlagen der Tribochemie, Berlin, 1967
- Untersuchungen über energetisch angeregte Zustände bei mechanischer Bearbeitung von Kristalloberflächen, Berlin, 1964
- Aufgabensammlung der Kernphysik, Berlin, 1960